# Branimir Vidić
Branimir Vidić (Mostar, 26. veljače 1958.) je hrvatski kazališni, televizijski i filmski glumac.
Kao stipendist dubrovačkog teatra došao je u angažman u KMD 1984. godine. Od niza uloga koje je ostvario u Kazalištu Marina Držića posebno su mu drage u „Romanci o tri ljubavi“ Antuna Šoljana, frančezariji „Ilija aliti muž zabezočen“ Marina Tudiševića, te uloga Luka u „Kati Kapuralici“  Vlaha Stullija. U Zagrebu je veliki broj uloga ostvario u Hrvatskom narodnom kazalištu, u Dramskom kazalištu Gavella i u Zagrebačkom gradskom kazalištu Komedija. Zapažena umjetnička ostvarenja ostvaruje na filmu, televiziji i radiju.
Nominiran je za Nagradu hrvatskog glumišta u predstavi „Ilija aliti muž zabezočen“ i za uloge protagonista Držićevih komedija u predstavi „Planet Držić“ – Hommage Marinu Držiću u režiji Ivice Boban i izvedbi Kazališta Marina Držića. U nizu ostvarenja, značajnije uloge u predstavama KMD-a: V. Havel „Prosjačka opera“, P.C. De La Barca „Život je san“, V. Kljaković „Teštamenat“, M. Držić „Skup“, D. Mihanović „Bijelo“, E. Bošnjak „Otac“, G. Feydeau "Ne vrti se okolo gola golcata".

## Filmografija

### Televizijske uloge
- "Nova u Dragošju" kao Zvonimir Doline (2010.)
- "Periferija city" kao Vulkan (2010.)
- "Bračne vode" kao susjed (2008.)
- "Zauvijek susjedi" kao Frane (2008.)
- "Dobre namjere" kao gospodin Mihić (2008.)
- "Bitange i princeze" kao kućepazitelj (2008.)
- "Nad lipom 35" kao Zvonimir Doline (2006. – 2009.)
- "Jel' me netko tražio?" kao Zvonimir Doline (1991. – 1995.)
- "Mlakarova ljubav" (1993.)
- "Inspektor Vinko" kao radnik u radioni #2 (1984.)
- "Kiklop" kao regrut (1983.)
- "Nepokoreni grad" (1982.)

### Filmske uloge
- "Libertas" kao tamničar (2006.)
- "Što je muškarac bez brkova?" kao Danguba Ivić (2005.)
- "Duga mračna noć" (2004.)
- "Holding" (2001.)
- "Dubrovački škerac" (2001.)
- "Četverored" kao Joka (1999.)
- "Bogorodica" kao policajac (1999.)
- "Najmanji grad na svijetu" (1993.)
- "Najbolji" kao Hromi Petar (1989.)
- "S.P.U.K." kao Mrva (1983.)
- "Kiklop" kao regrut (1982.)
- "Visoki napon" kao drug iz studentskog komiteta (1981.)

### Sinkronizacija
- "Kung Fu Panda, 2, 3, 4" kao Ping (2008., 2011., 2016., 2024.)

## Vanjske poveznice
- Branimir Vidić u internetskoj bazi filmova IMDb-u (engl.)
- Stranica na Kazalište-Dubrovnik.hr  Arhivirana inačica izvorne stranice od 4. rujna 2014. (Wayback Machine)